# Joan Bestard i Terrassa
Joan Bestard i Terrassa   (1587 - 1659) fou un pintor mallorquí.
Era fill de Joan Bestard, gran conseller del Regne el 1575. Fou deixeble dels pintors Gaspar Homs i Andreu Reus. És autor dels quadres Lapidació de Ramon Llull a Bugia i Visita de Ramon Llull al papa Climent V en el concili de Vienne. La composició d'aquesta darrera obra va ser molt repetida a Mallorca, de la mateixa manera que ho fou la de la visió que tengué Llull del Crucificat, obra conservada a l'església de Randa. És també l'autor de Martiri de Cabrit i Bassa, a l'Ajuntament de Palma i de la Multiplicació dels pans i dels peixos al Museu de Mallorca.